# Troy Slaten
Troy William Slaten, född den 21 februari 1975 i Los Angeles, är en amerikansk före detta skådespelare. Han är känd för rollen som "Jerry Steiner" i Parker Lewis (1990). Slaten var aktiv som skådespelare år 1982–1999 . 
Slaten var med i Cagney & Lacey (1981) och Superhuman Samurai Syber-Squad (1994). 
Troy Slaten är sedan 2005 advokat i Santa Monica i Kalifornien.